# Hoffmannia duckei
Hoffmannia duckei är en måreväxtart som beskrevs av Paul Carpenter Standley. Hoffmannia duckei ingår i släktet Hoffmannia och familjen måreväxter. Inga underarter finns listade i Catalogue of Life.